# Scarus longipinnis
Scarus longipinnis és una espècie de peix de la família dels escàrids i de l'ordre dels perciformes.

## Morfologia
Els mascles poden assolir els 40 cm de longitud total.

## Distribució geogràfica
Es troba des de la Gran Barrera de Corall fins a Pitcairn.